# Lee Morse
Lee Morse, geboren als Lena Corinne Taylor (Cove (Oregon), 30 november 1897 – Rochester, 16 december 1954), was een Amerikaanse jazz- en blueszangeres, singer-songwriter, gitarist en actrice. Ze was een torchsinger, populair in de jaren twintig, begin jaren dertig. Ze wordt door sommigen gezien als de eerste jazzzangeres die platen opnam. Morse had een sterke, diepe zangstem en kon zingen met een contra-alt-stem. Ze had tevens een unieke stijl van jodelen. Tijdens haar loopbaan nam ze meer dan tweehonderd liedjes op. Ze was een van de meest productieve vrouwelijke platenartiesten van de jaren twintig. Ze had tevens enigszins succes als actrice op Broadway. Haar leven en loopbaan werden echter geplaagd door een alcoholprobleem.

## Vroege leven
Morse was het negende kind van een pastor, Pleasant John Taylor. Een van haar broers was Glen H. Taylor, een countryzanger en Democratisch politicus, die senator was voor Idaho en kandidaat was voor het vicepresidentschap toen Henry Wallace een gooi deed naar het hoogste ambt, in 1948 Het gezin was heel muzikaal en had al voor Lena's geboorte getourd in Idaho onder de naam Taylor Family Concert Company. Ze bracht haar eerste jaren door in Kooskia, Idaho, waar ze leerde zingen door haar broers te imiteren. Mogelijk beheerste ze daardoor later de lage registers in haar stembereik.
In 1915 trouwde ze met Elmer Morse, een houtbewerker uit Wallace, Idaho.  Ze kreeg met hem een zoon, maar scheidde in 1920 van Morse omdat ze een carrière als zangeres voor ogen had.

## Loopbaan

### De beginjaren

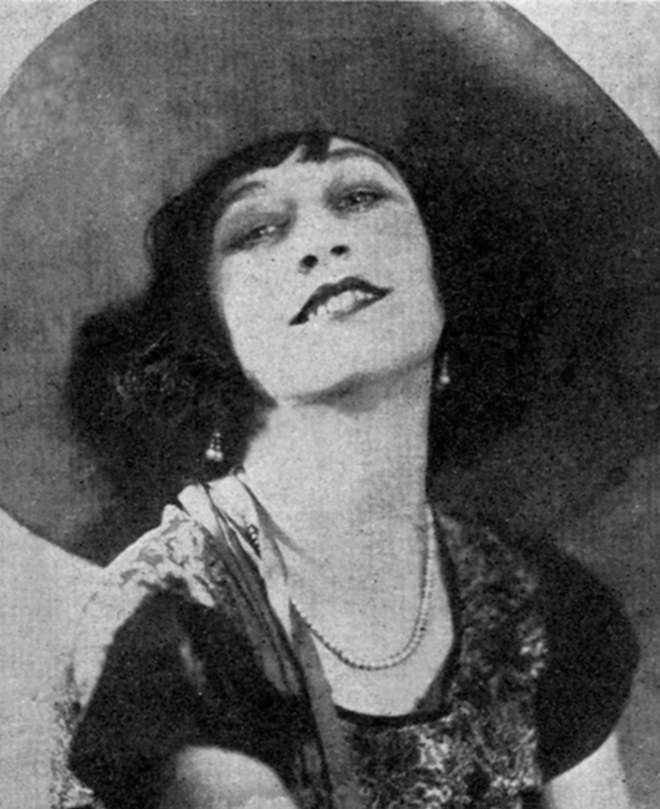
Publiciteitsfoto van Morse

Rond 1918 trad ze onder de naam 'Mrs. Elmer Morse' op in een lokale bioscoop, waar stomme films draaiden. In de jaren erop speelde ze voornamelijk shows in kleine stadjes als Spokane en Chewelah, waarbij ze zichzelf begeleidde op een gitaar.
Toen haar vader werd gekozen als gedelegeerde voor de Democratische Nationale Conventie en naar San Francisco moest, begeleidde Lena Morse hem en trad ze op tijdens een conventie in Hotel St. Francis. Ze werd daar opgemerkt door een beroemde vaudeville-producer, Will King, die haar daarop contracteerde.
In 1921 ging Morse werken in muzikale revues van het voormalige vaudeville-duo Kolb and Dill. In 1922 werd ze actief in het theatercircuit van Alexander Pantages met een kwartier-durende act getiteld Do You Remember One Small Girl a Whole Quartet. Recensenten waren toen al onder de indruk van wat ze met haar stem allemaal. Variety: "She gives the impression of a male impersonator, yodels rather sweetly, sings the 'blues' number better than the majority".
In 1923 ging ze toeren met de revue Hitchy Koo, met een cast met onder meer de ster Raymond Hitchcock en Busby Berkeley. Ook stond ze op Broadway in de Shubert-revue Artists and Models.

### Muziek, toneel en film
Rond 1924 kreeg Morse een platencontract bij Pathé. De platen die op Pathé en Perfect Records uitkwamen, verschenen onder de naam "Miss Lee Morse" en hadden succes, dankzij de kracht van haar stem: platen werden indertijd nog akoestisch opgenomen. Pathe gaf haar de gelegenheid eigengemaakte liedjes op te nemen en de mogelijkheden van haar stem maximaal te benutten. Enkele opnames: 'Telling Eyes', 'Those Daisy Days', 'An Old-Fashioned Romance' (in 1927 opnieuw opgenomen voor Columbia), 'Blue Waltz', 'The Shadows on the Wall', 'Deep Wide Ocean Blues', 'A Little Love', en 'Daddy's Girl'.

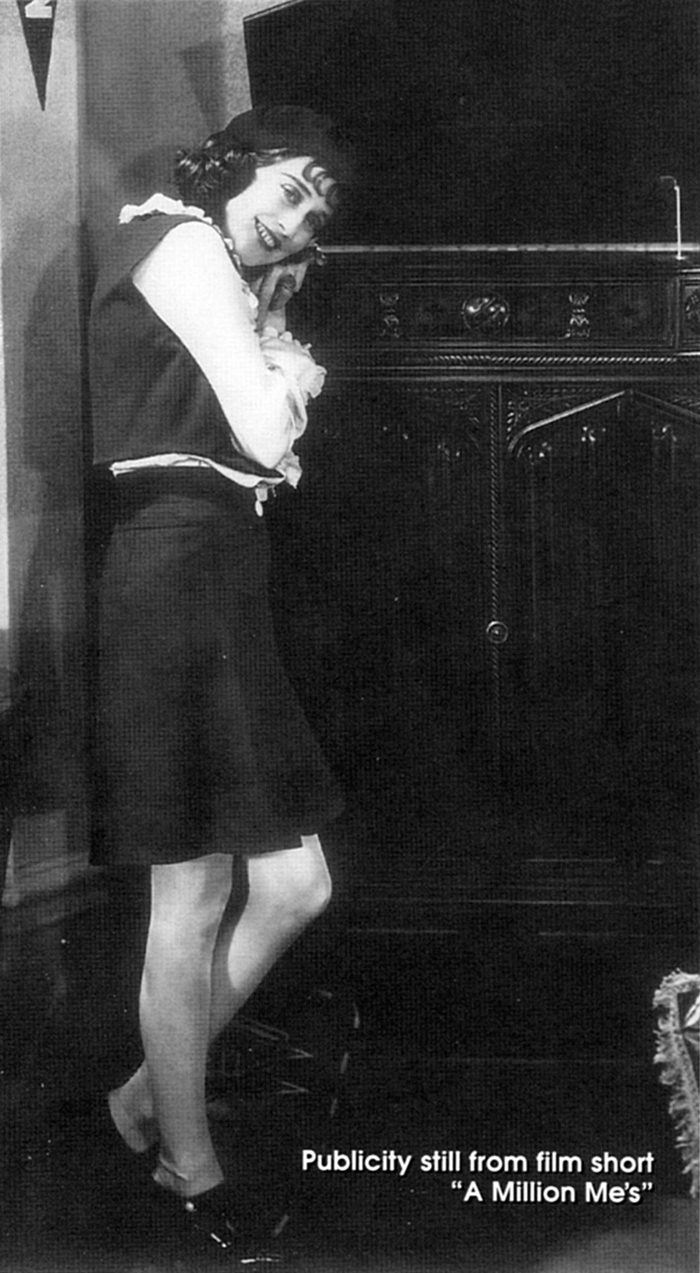
Morse in A Million Me's, de eerste van drie korte films die ze in 1930 maakte

In 1927 verhuisde Morse met andere prominent artiesten van Pathé en Perfect (Willard Robison, Annette Hanshaw, Cliff Edwards) naar Columbia, waar ze in de jaren erna uitgroeide tot een van de meest populaire zangeressen van het label, naast (en na) Ruth Etting. Haar laatste plaat voor Columbia maakte ze in 1932.
Morse deed in die tijd nog steeds vaudeville- en theaterwerk. Haar Broadway-loopbaan kwam in 1930 echter abrupt ten einde toen ze tipsy het toneel opkwam tijdens de première van Ziegfeld's Simple Simon en zich de tekst en muziek niet meer voor de geest kon halen. Morse vloog eruit en werd vervangen door Ruth Etting, die er daardoor vandoor kon gaan met het populaire nummer 'Ten Cents a Dance'.
Hierna verscheen de zangeres nog wel in een paar korte muzikale films: 'A Million Me's','The Music Racket' en 'Song Service'. In de jaren na Columbia nam ze platen op voor Bluebird en Decca, maar de bloeiperiode was voorbij.

## Latere jaren
In haar persoonlijke leven ging het iets beter. Ze had een relatie met de pianist Bob Downey die ze in het midden van de jaren twintig had ontmoet. Met hem werkt ze ook samen, zo toerden ze in Engeland met als afsluiting een show in het Piccadilly Theatre in London, England. Ze hadden een club in Texas, die in 1939 door een brand werd verwoest. Later vestigden ze zich in Rochester, New York. Downey verliet de zangeres uiteindelijk voor een stripteasedanseres en het resultaat was dat Morse nog meer afhankelijk werd van de fles. In 1946 trouwde ze Ray Farese, die haar loopbaan nieuw leven inblies (een radioshow, cluboptredens), maar een nieuwe plaat in 1951 bracht maar weinig succes.
Lee Morse overleed plotseling, op 16 december 1954 in Rochester, New York. Ze is begraven op Riverside Cemetery, in Rochester.

## Discografie (selectie)
| Jaar | Titel                                                                          | Label      | Cat. #  | Opm.                                                 |
| ---- | ------------------------------------------------------------------------------ | ---------- | ------- | ---------------------------------------------------- |
| 1924 | "Bring Back Those Rock-A-Bye Baby Days" / "Mail Man Blues"                     | Perfect    | 12165   |                                                      |
| 1925 | "Are You Sorry" / "The Shadows On The Wall"                                    | Perfect    |         | als Miss Lee Morse and Her Bluegrass Boys            |
| 1925 | "Too Tired" / "I Want To See My Tennessee"                                     | Harmograph |         |                                                      |
| 1925 | "Yes Sir, That's My Baby" / "Ukulele Lady"                                     | Pathé      | 10949   |                                                      |
| 1925 | "Sweet Man" / "I'se Gwine Back To Dixie"                                       | Pathé      | 25157   | als Miss Lee Morse and Her Bluegrass Boys            |
| 1925 | "I Wonder Where My Baby Is Tonight?" / "Are You Sorry "                        | Pathé      | 11052   |                                                      |
| 1925 | "Dallas Blues" / "Rocking Chair Blues "                                        | Perfect    | 11582   |                                                      |
| 1925 | "Cecilia" / "Blue Soldier Blues"                                               | Perfect    | 11586   |                                                      |
| 1925 | "What-Cha-Call-'Em-Blues" / "Only This Time I'll Be True"                      | Perfect    | 11590   | als Miss Lee Morse and Her Bluegrass Boys            |
| 1925 | "All Alone" / "Lee's Lullaby"                                                  | Perfect    | 12181   |                                                      |
| 1926 | "Lonesome And Sorry" / "A Little Love"                                         | Pathé      |         | als Miss Lee Morse and Her Bluegrass Boys            |
| 1926 | "My Old Kentucky Home" / "Old Folks At Home"                                   | Perfect    | 11600   |                                                      |
| 1926 | "To-Night You Belong To Me" / "If You're Missing Me"                           | Perfect    | 11631   |                                                      |
| 1926 | "I Wonder Where My Baby Is To-Night" / "My Sugar Babe"                         | Perfect    | 11599   |                                                      |
| 1926 | "Animal Crackers" / "My Red-Headed, Blue-Eyed Colleen"                         | Perfect    | 11624   | als Miss Lee Morse and Her Bluegrass Boys            |
| 1927 | "The Little White House" / "Lonely Nights "                                    | Pathé      |         |                                                      |
| 1927 | "Side By Side" / "My Idea Of Heaven"                                           | Columbia   | 947-D   |                                                      |
| 1927 | "We" / "Rosita"                                                                | Columbia   | 1082-D  |                                                      |
| 1927 | "I've Looked All Over For A Girl Like You" / "Dawning"                         | Columbia   | 1149-D  |                                                      |
| 1927 | "I'd Love To Be In Love" / "Where The Wild, Wild Flowers Grow"                 | Columbia   | 1011-D  |                                                      |
| 1928 | "Poor Butterfly Waits For Me" / "After We Kiss"                                | Columbia   | 1328-D  |                                                      |
| 1930 | "Tain't No Sin (To dance around in your bones)"/ "I'm Following You "          | Columbia   | 2136-D  | met the Blue Grass Boys                              |
| 1932 | "One Hour With You" / Medley - "Paradise" Waltz                                | Columbia   | 18001-D | met Eddy Duchin and His Central Park Casino Orchesta |
| 1932 | "Moonlight On The River" / "Something In The Night"                            | Columbia   | 2705-D  |                                                      |
| 1933 | "In The Little White Church On The Hill" / "The Rest Of The World Is Sleeping" | Bluebird   | B-5044  |                                                      |
| 1933 | "Pettin' In The Park" / "I've Got To Sing A Torch Song"                        | Bluebird   | B-5052  |                                                      |
| 1938 | "Careless Love" / "Sing Me A Song Of Texas"                                    | Decca      | 63364   |                                                      |

## Filmografie
| Jaar | Titel            | Studio       | Opm.       |
| ---- | ---------------- | ------------ | ---------- |
| 1930 | A Million Me's   | Paramount    | Short film |
| 1930 | The Music Racket | Warner Bros. | Short film |
| 1930 | Song Service     | Paramount    | Short film |

## Theater
| Jaar | Titel              | Rol     | Locatie               | Opm.      |
| ---- | ------------------ | ------- | --------------------- | --------- |
| 1922 | Hitchy-Koo         | Artiest | Nationale tour        |           |
| 1923 | Artists and Models | Artiest | Winter Garden Theater |           |
| 1930 | Simple Simon       | Sal     | Ziegfeld Theatre      | Ontslagen |